# Metabolus
Genre

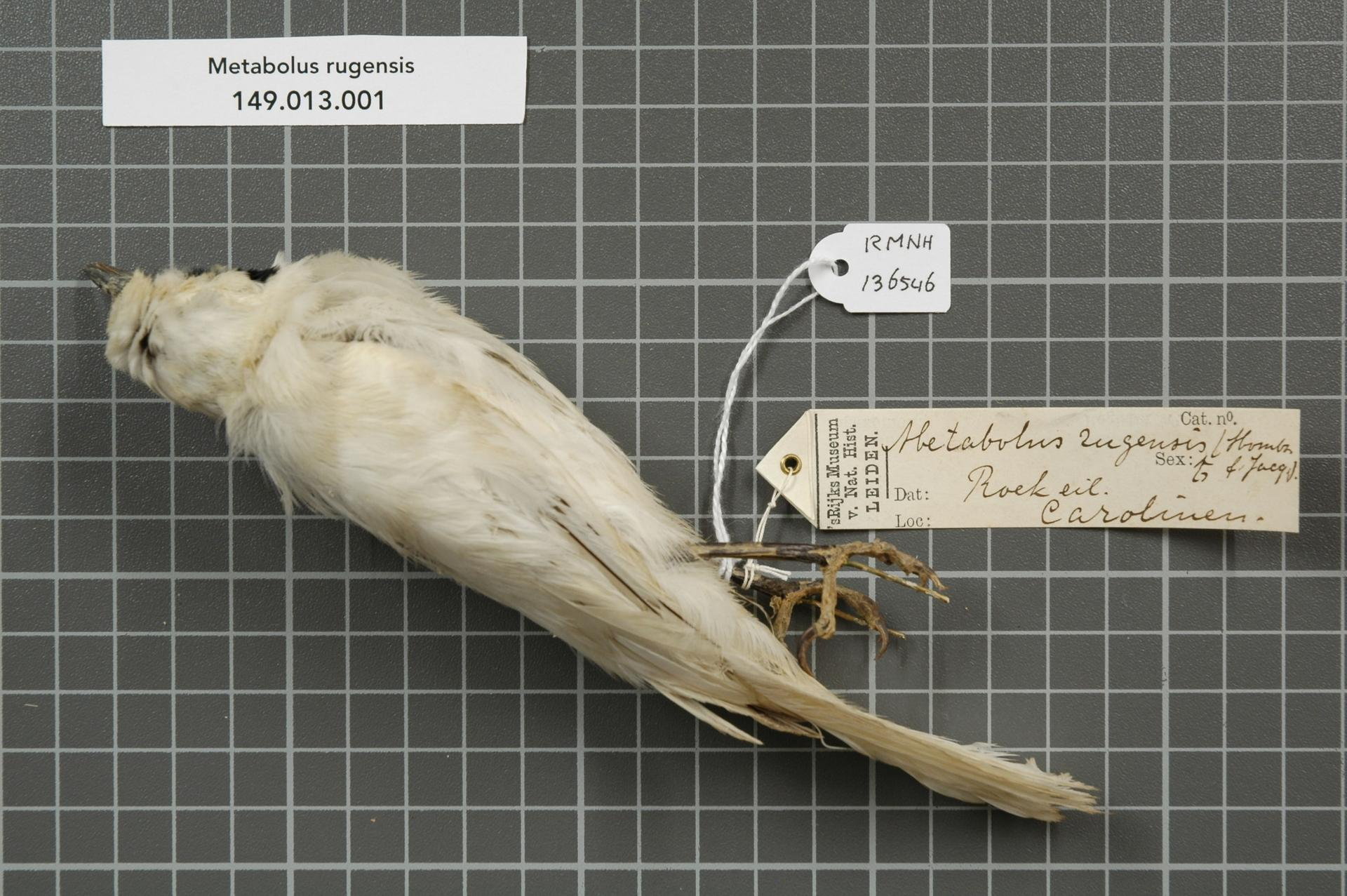
Metabolus rugensis

Metabolus est un genre d'oiseaux de la famille des Monarchidae.

## Liste des espèces
Selon la classification de référence du Congrès ornithologique international (version 6.4, 2016) :
- Metabolus rugensis (Hombron & Jacquinot, 1841)